# Sofron Mudry
Sofron Stefan Wasyl Mudry (ur. 27 listopada 1923, zm. 31 października 2014) – duchowny greckokatolicki, święcenia kapłańskie przyjął 25 grudnia 1958. 2 marca 1996 mianowany koadiutorem iwanofrankowskim, konsekrowany na biskupa 12 maja 1996. Po przejściu na emeryturę biskupa Dmyterki przejął rządy w eparchii jako ordynariusz. 2 czerwca 2005 przeszedł na emeryturę.